# 奧康國際

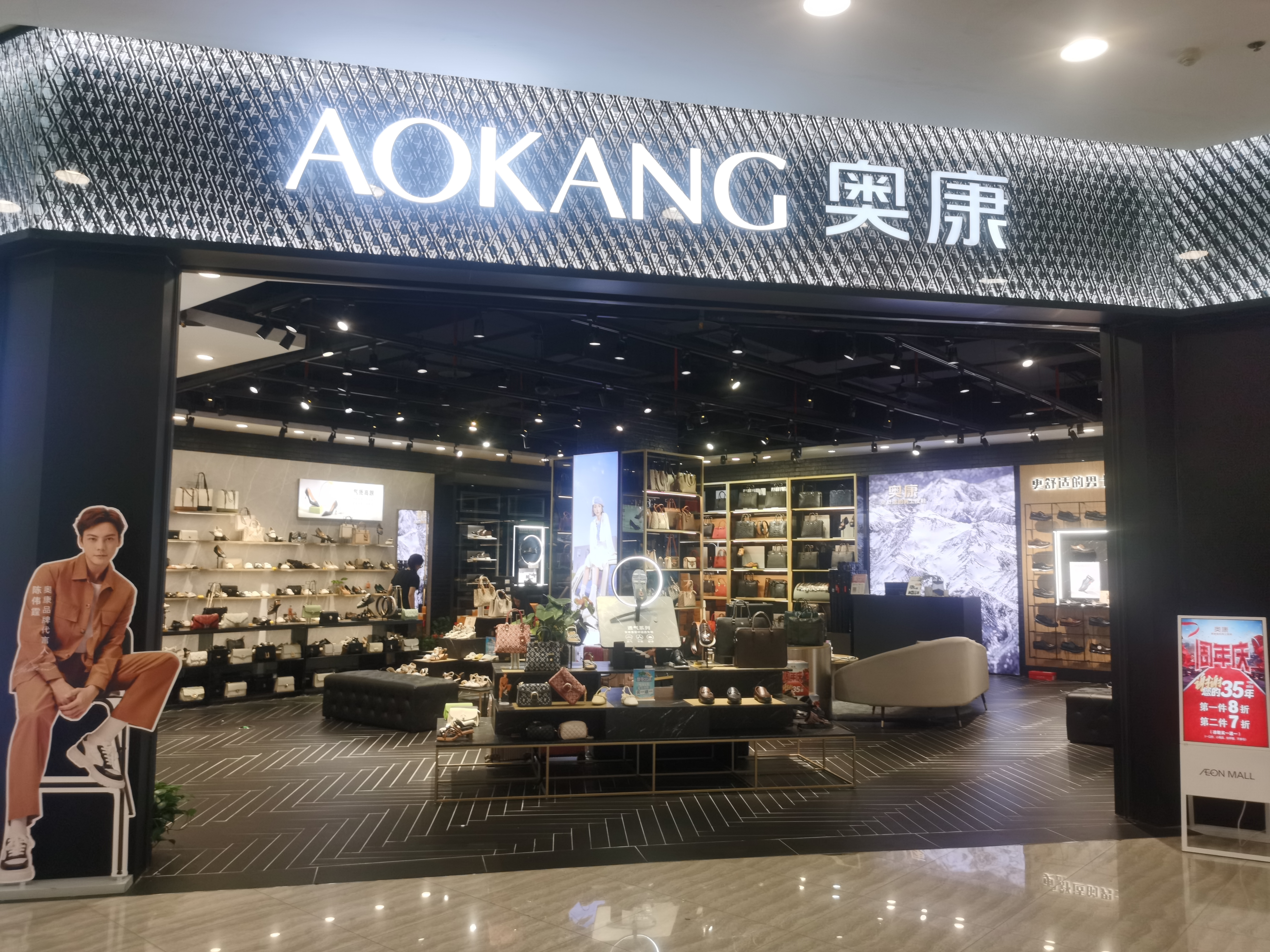
位于江苏省苏州市的一家奥康专卖店

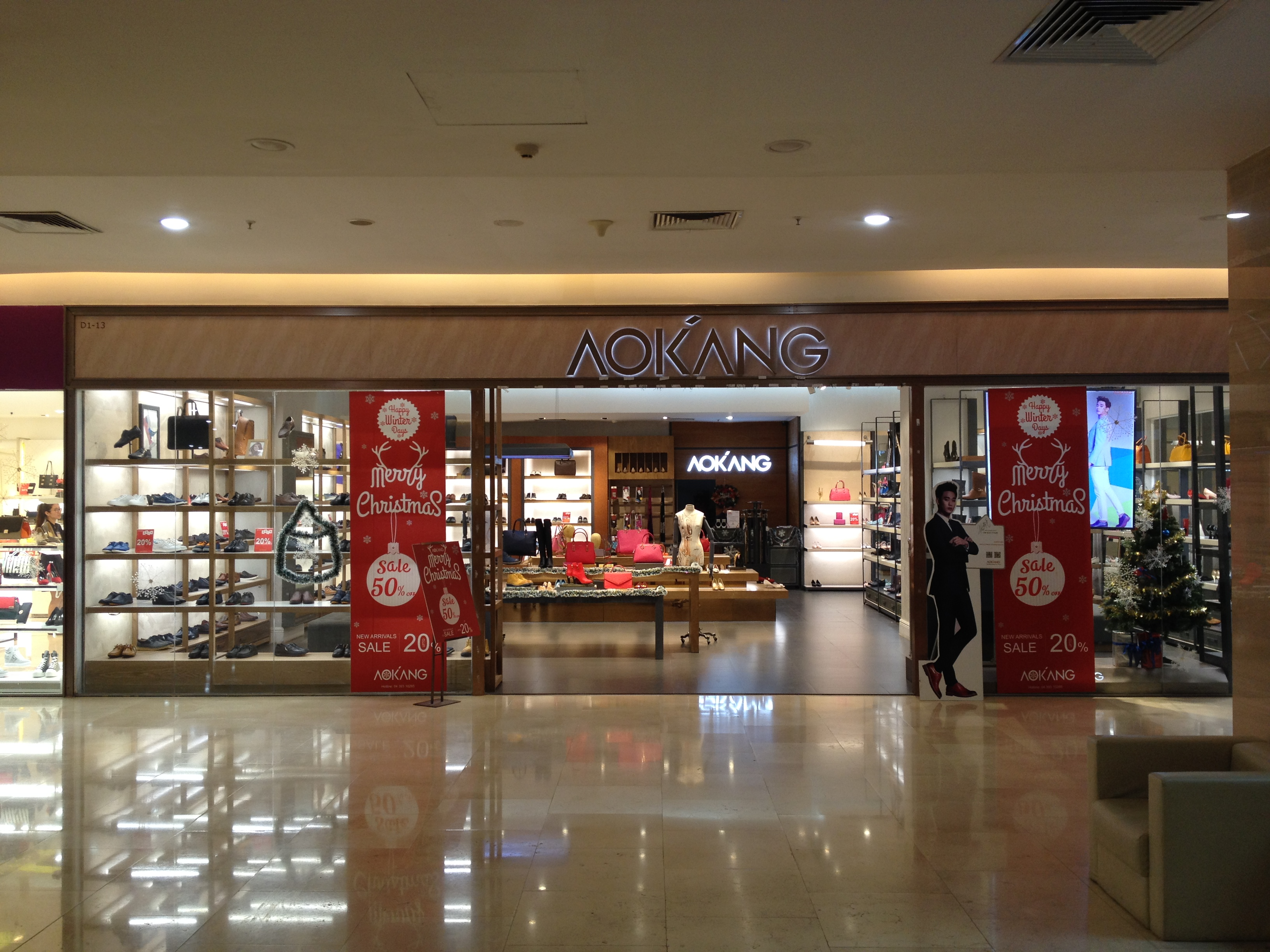
位于越南河内的一家奥康专卖店

浙江奥康鞋业股份有限公司（上交所：603001，简称：ST奥康），简称奥康鞋业、奥康国际或奥康，是中华人民共和国的一家皮鞋与皮具制造商，总部位于浙江省温州市永嘉县。其前身为1988年由王振滔创立的“永嘉奥林鞋厂”，现为奥康集团旗下的一个核心企业。

## 历史

### 初创阶段
奥康的创始人为王振滔，1983年与钱金波到武汉从事木匠生意，1985年王振滔在鄂州改行开店卖鞋，钱金波成为他第一个合伙人。1987年8月8日，在杭州市工商局官员将劣质温州皮鞋在武林广场烧毁后，王、钱二人在鄂州开店价值20万元的皮鞋，也被当地工商部门查抄没收。而后王振滔决定回到家乡自己生产皮鞋，于1988年建立永嘉奥林鞋厂，其名称“奥林”来源自奥林匹克。该厂建立初期注册资本3万元，王振滔、钱金波、李启泽各出资1万元，生产设备仅有一台制鞋机。当时王振滔主抓推销，钱金波负责生产。1989年，奥林鞋厂产值仅有10万元。1991年该厂进行股份制改造，开始规模化生产。至1992年新建2幢厂房，投入160多万元购置机器设备，新招300多名员工，当年的产值达到1280万元。
1993年，奥林鞋厂与外商合资组建“奥康鞋业有限公司”。1994年，奥康鞋业产值突破1000万元，成为中国大陆较早从规模化角度参与竞争的制鞋企业。当年“奥康”获评为温州市首届知名商标，奥康皮鞋获评为温州市第一批名牌产品。1995年1月18日，钱金波将其对奥林鞋厂的出资额全部转让给王振滔。钱金波也因此退出奥林鞋厂，此后创立红蜻蜓鞋业。

### 扩张阶段
1995年3月20日，永嘉县奥林鞋厂全体股东召开会议，一致同意组建集团，定名为温州奥康集团有限公司，同年6月核准成立。1996年，奥康产值达到1.18亿，利税1500万元，在浙江省皮鞋行业中名列第二位。1997年7月，农业部核准奥康为全国乡镇企业集团、全国大型二档企业；8月，国家工商局核准奥康为全国性无区域集团。当年的产值达到2.38亿，利税3500万。1998年被评为“中国真皮鞋王”，位居全国行业十强。奥康于1998年1月在永嘉县城开出了中国大陆第一家皮鞋自营专卖店，此后大规模地建立特许连锁加盟店。同年凭借歌手韩磊的歌曲《走四方》走红，王振滔又宣布聘请韩磊为品牌代言人，以“穿奥康，走四方”的广告语迅速流传，并提升品牌知名度。1998年，奥康产值达3.78亿元。
由于奥康品牌影响力不断扩大，一些不法分子也开始生产假冒产品。为此，奥康集团展开了全国性的打假，在山东、江苏、湖北以及浙江等地对假冒奥康皮鞋的行为进行打击。1999年12月15日，王振滔与温州市、永嘉县政府领导在杭州市郊共同举起火把，将假冒奥康皮鞋烧毁，时任温州市长钱兴中评价其为“这把火可以写进温州的历史”。
2001年3月，奥康集团宣布将进驻上海市场，翌日在南京路步行街上开设温州皮鞋品牌中首家品牌专卖店。同年，王振滔将所有亲戚请出公司，以此解决亲戚负责的物料以次充好的问题。此后王振滔在进货上采用“招投标”机制。而后在8月9日，奥康正式对外发布第二个品牌康龙，定位为旅游休闲，并邀请黄日华担任品牌代言人；2002年2月27日又推出“美丽佳人”品牌，定位为高档女鞋，至此实现了多品牌布局。同年11月，奥康开始推行把多个品牌归整到同一个零售点的计划，其在温州开设的首家多元品牌店被命名为“名品空间”。

### 国际化
早在1999年，奥康在意大利维罗纳设立意大利设计中心，以百万年薪聘请意大利设计师马尼奥长驻温州，并将第一家跨国经营的连锁专卖店开在了美国纽约市苏豪区。
2003年2月，奥康与意大利制鞋公司GEOX达成合作协议，在上海浦东成立合资公司。GEOX将利用奥康的网络，并以奥康作为生产基地，奥康则将借用GEOX在世界58个国家的销售网络。同年10月，奥康更换标志，由原来的“AK”凤凰头商标更改为AOKANG，启用“梦想是走出来的”的口号。2007年，奥康与北京奥组委签订合作协议，成为2008年北京奥运会皮具产品供应商，并与跨栏运动员刘翔合作担任形象大使。2010年5月18日，公司宣布收购意大利鞋厂万利威德（Valleverde）。
2012年4月26日，奥康鞋业在上海证券交易所首次公开发行股票，股票代码为603001，股票简称为“奥康国际”。奥康也成为中国大陆首家A股鞋类上市公司。
2015年8月8日，奥康宣布与美国运动品牌斯凯奇达成战略合作，作为该品牌在中国大陆地区的总代理。2017年2月3日，奥康与比利时公司Cortina以及印度户外品牌Woodland签署战略合作协议；同年4月26日与INTERSPORT达成战略合作。

### 品牌转型与困境
2019年，为适应年轻化市场，奥康先后推出“山海瑞兽”国潮系列、并与精灵宝可梦、漫威等IP合作推出一系列产品。与此同时，奥康与两家电商公司签订合约，授权对方在电商平台上销售奥康品牌的男装、童装和童鞋，开启贴标售卖模式。不过在2020年3月，奥康童鞋被市场监管部门通告产品存在安全隐患。2020年，奥康国际归母净利润仅为2794万元，扣非净利润也仅为-1735万元，连续第二年为负数。为此，奥康与曾为波司登完成品牌转型的咨询公司君智咨询合作，全面启动品牌战略升级工作。2021年，奥康将品牌定位调整为“更舒适的男士皮鞋”，先后推出适应不同场景的皮鞋系列，大幅度增加研发投入和销售费用。而随着疫情基本稳定后同步进行线下门店升级，以及电商全域直播发展等原因，奥康在2021年实现营收与净利润双增。
2022年，奥康推出一款采用EVA橡胶发泡鞋底、中底后跟嵌入一块减震气垫的运动皮鞋，此后又推出了多款运动皮鞋。同年底，奥康宣布陈伟霆担任其品牌新一任代言人。不过当年奥康在广告宣传、店铺形象升级等方面进行大量投入，加上当年疫情大爆发造成的经济影响以及投资亏损，2022年奥康遭遇上市以来首次亏损。报告显示，奥康国际营收同比下跌6.91%至27.54亿元，归母净利润亏损高达3.7亿元，亏损金额远超公司在2018年至2021年的净利润总和2.21亿元。另外，由于消费意识的转变，消费者在日常生活中更倾向运动鞋和休闲鞋，皮鞋市场的整体需求下滑，市场空间被严重挤压，也成为业绩受影响的原因。
2023年4月26日，奥康国际发布公告称，因公司合作的会计师事务所出具了否定意见的《2022年度内部控制审计报告》，上交所决定对奥康国际实施其他风险警示，并于当日停牌一天。4月27日起，股票简称由“奥康国际”变更为“ST奥康”。6月8日，奥康国际收到浙江证监局警示函。《警示函》说，奥康国际控股股东关联方奥康集团存在通过公司合营方和经销商向公司借款的方式占用上市公司资金的情形，且未按相关规定履行决策审批程序和信息披露义务。浙江证监局决定对奥康国际及其高管王振滔、王进权、王晨、翁衡分别采取出具警示函的行政监管措施，并记入证券期货市场诚信档案。尽管如此，奥康国际仍在当年5月推出三大全新系列，而后公布的一季度财报显示公司财务数据恢复至盈利水平。
2024年5月15日，根据中国证监会浙江监管局下发的《行政处罚决定书》，奥康国际因涉嫌信息披露违法违规被合计处罚760万元人民币。同年12月24日，该公司计划收购联和存储科技（江苏）有限公司股权，惟于2025年1月8日宣布终止收购。

## 业务

### 旗下品牌
- 奥康：主品牌，以中高端商务时尚为定位
- 康龙：以时尚休闲为定位
- 斯凯奇（代理品牌）
- 彪马（代理品牌）[1]

曾运营的品牌
- 红火鸟：以年轻时尚为定位
- 美丽佳人：以前卫时尚为定位的女鞋品牌
- 万利威德：以尊贵时尚为定位的男鞋品牌[2]

### 市场营销
奥康自成立至今先后采用了多种营销手段，以提高品牌知名度。在2000年五一假期期间，奥康在浙江省内各专卖店开展促销活动，使用尾号为“51”的人民币可以按面额翻倍使用，这也掀起了抢购奥康皮鞋的狂潮。虽然广告内容在一定程度上与国家规定的“人民币不得变相增值或贬值”相抵触，产生了一些负面影响，导致后来公司登报作出更正和解释，但此次营销仍取得良好反应。而后，该公司开始冠名赞助一些综艺节目。在2008年时为迎接北京奥运会，奥康围绕奥运会开展营销活动，同时启动了一系列公益活动。2012年，奥康在《非诚勿扰》与《我爱记歌词》节目中播出“一路我享”系列广告，采用名人与各主流人群代表人物的个人经历讲述，传达品牌“一路我享”的核心理念。其中主持人孟非、伊一在广告中首次披露的人生经历被媒体广泛关注。该系列广告也引来网民恶搞，被网民称为“非凡体”或“奥康体”。
奥康在1998年邀请歌手韩磊为形象代言人，此后刘翔、朱丹、金秀贤等艺人均有代言奥康产品。2022年为适应年轻化市场，邀请陈伟霆担任其品牌新一任代言人。

## 事件

### 起诉欧盟皮鞋反倾销
2005年，欧盟开始发起对中国皮鞋反倾销立案调查，翌年10月欧盟对中国和越南产皮鞋征收16.5%的反倾销税。由于欧盟的反倾销关税实施，中国出口欧洲的皮鞋销售额下滑20%，导致20000人失业。
在欧盟发起对中国皮鞋反倾销立案调查之时，2006年5月18日，奥康集团董事长兼总裁王振滔与中国制鞋企业代表，发表中国第一个抗议欧盟鞋类反倾销宣言《重庆宣言》。5月22日，奥康派出全权代表出席在布鲁塞尔举行的“对华鞋产品反倾销听证会”，抗议欧盟对中国鞋做出不公正的反倾销裁决。10月23日，奥康聘请律师向欧盟一审法院提起诉讼，状告欧盟理事会发布的征收16.5%的反倾销税的法规不符合欧盟的相关法律。欧盟原本至2008年10月终止此项反倾销措施，但欧盟不顾大部分成员国的反对。2009年12月，欧盟部长理事会议作出复审决定，对中国皮鞋的反倾销措施再延长15个月，即至2011年3月31日。2010年3月，欧盟初级法院驳回奥康等中国5家鞋企的诉讼请求，宣布中国鞋企一审败诉。2010年4月8日，商务部向世界贸易组织上诉，请求WTO成立专家组，协调解决贸易争端。2011年4月1日起，欧盟取消对中国皮鞋征收16.5%的反倾销税。2012年11月15日，欧盟高等法院裁定，推翻欧盟普通法院作出的一审裁定。